# Aljašská dálnice

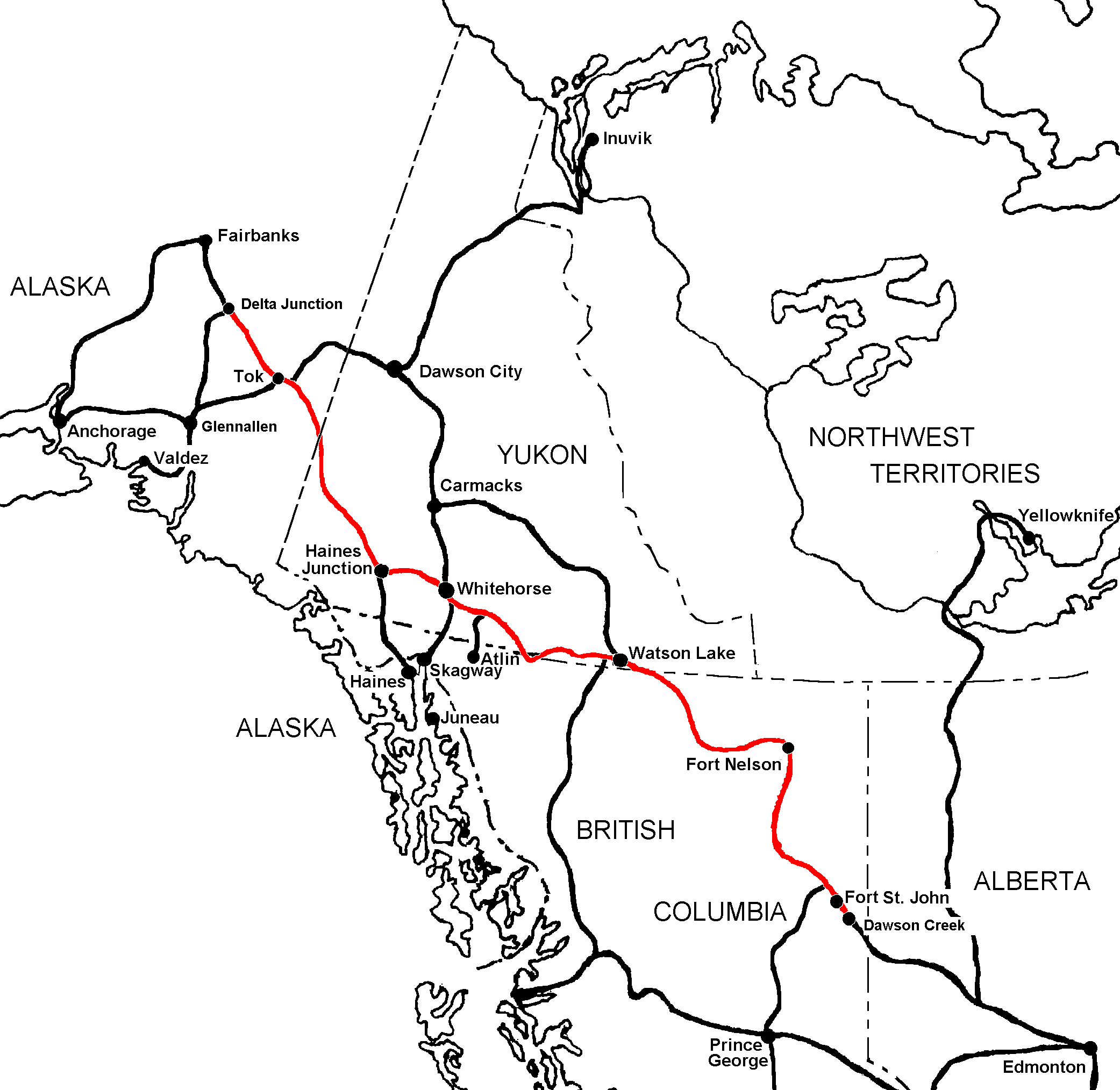
Mapa Aljašské dálnice z roku (červeně)

Aljašská dálnice (anglicky Alaska Highway) vede z Dawson Creek (Britská Kolumbie) do Delta Junction (Aljaška) přes Whitehorse (Yukon).
Původní délka silnice při dokončení v roce 1943 byla 2451 km (1523 mil). Historický konec je na křižovatce s Richardson Highway blízko dnešního milníku 1422 v Delta Junction 160 kilometrů jihozápadně od Fairbanks.

## Výstavba

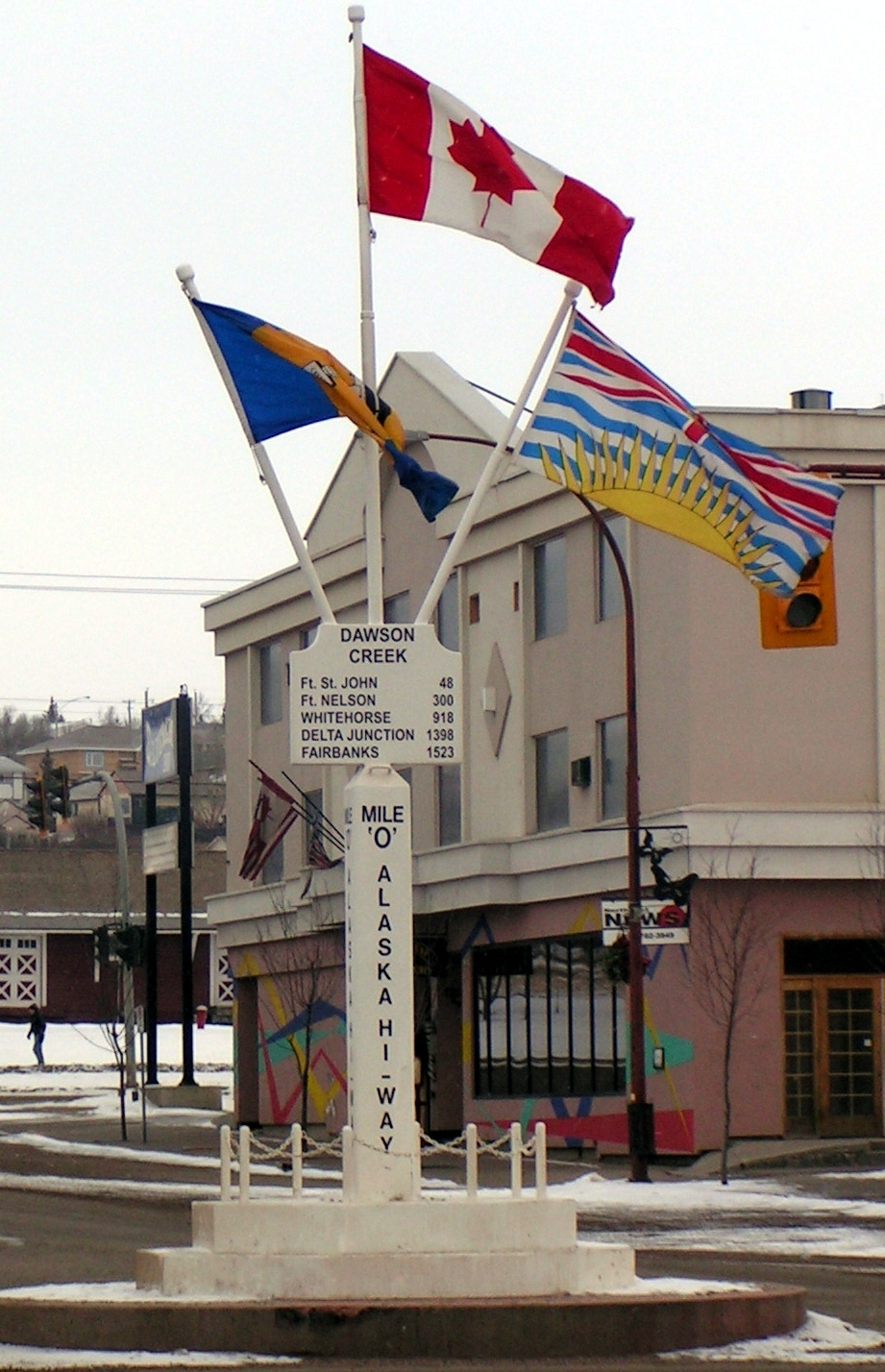
Nultý milník v Dawson Creek

Návrh zbudovat silnici se objevil už ve třicátých letech, ale protože by pro Kanadu neměl přílišný prospěch, ustoupil do pozadí. To se změnilo po útoku Japonska na Pearl Harbor a jejich vylodění na dvou Aleutských ostrovech, kdy potřebovaly Spojené státy podpořit vojenské základny na Aljašce, odkud mj. plynula největší část zásob pro Sovětský svaz (díky Zákonu o půjčce a pronájmu). Bylo proto třeba nějak spojit USA s Aljaškou. Jako nejjednodušší varianta se zdála pozemní komunikace přes kanadské území. Proto začala americká armáda budovat silnici ve čtyřech hlavních směrech – z Delta Junction jihovýchodně ke spojce v Beaver Creek, z druhé strany z Dawson Creek a potom na východ i západ z Whitehorse. Východní části se spojily na 588. míli v místě dnes známém jako Contact Creek. Silnice byla oficiálně dokončena 28. října 1942, ačkoli první vozy se po ní projely až v roce 1943.

## Poválečné období
Po válce zaplatila kanadská vláda Spojeným státům 123 500 000 $ za výstavbu Aljašské dálnice a několika odboček i přes značné poškození. Od této doby se silnice postupně opravuje. Od roku 1947 byla celkově zkrácena o 55 kilometrů, protože dříve kličkující trasa (z důvodu obrany proti bombardování) byla na mnohých úsecích narovnána. Od roku 1949 vychází pravidelně ročenka The Milepost, informující o Aljašské dálnici a dalších silnicích v severozápadní Kanadě.